# Transformers - L'ultimo cavaliere
Transformers - L'ultimo cavaliere (Transformers: The Last Knight) è un film del 2017 diretto da Michael Bay.
La pellicola è il quinto e ultimo capitolo della serie cinematografica dedicata ai Transformers e sequel di Transformers 4 - L'era dell'estinzione.
Mark Wahlberg riprende il suo ruolo da L'era dell'estinzione, mentre Josh Duhamel, John Turturro e Glenn Morshower riprendono i loro ruoli dai primi tre film della serie. Fanno parte del cast anche Anthony Hopkins, Laura Haddock, Isabela Moner, Jerrod Carmichael, Santiago Cabrera, Liam Garrigan e Mitch Pileggi.

## Trama
Nel 484 d.C. in Inghilterra Re Artù e i Cavalieri della Tavola Rotonda combatterono valorosamente contro i Sassoni. Trovatisi in un primo momento in grande difficoltà, il mago Merlino chiese aiuto ai Cavalieri Guardiani, un gruppo di dodici leggendari Transformer nascostisi sulla Terra: i Cavalieri Guardiani affidarono a Merlino un bastone magico e, combinandosi in un enorme drago, aiutarono Re Artù a trionfare sui Sassoni.
Nel presente, cinque anni dopo la grande battaglia di Hong Kong, la maggior parte dei governi del mondo ha dichiarato illegali i Transformer e, allo scopo di contrastare la loro attività, è stata creata un'organizzazione paramilitare chiamata "Forza di Reazione ai Transformer" (TRF). Nonostante l'assenza di Optimus Prime, che ha lasciato il pianeta per trovare i suoi Creatori, i Transformer continuano regolarmente ad arrivare sulla Terra sotto forma di meteoriti: l'ultimo di essi è atterrato a Chicago, in una zona della città preclusa ai civili e ancora distrutta in seguito alla battaglia che vi ha avuto luogo. Un gruppo di ragazzini curiosi entra in questa zona, ma viene scoperto dai robot-sentinelle della TRF; il gruppo viene salvato dall'arrivo di Izabella, un'orfana sopravvissuta alla battaglia di Chicago, e dei suoi amici Autobot Sqweeks e Canopy. Quando quest'ultimo viene ucciso da un missile lanciato dalla TRF, Cade Yeager e Bumblebee intervengono per portare i ragazzi al sicuro. Cade, divenuto un fuorilegge poiché cerca di aiutare gli Autobot, parla con il Transformer atterrato a Chicago che, ferito e morente, gli consegna uno strano talismano che gli si attacca al braccio. La scena viene vista dal Decepticon Barricade, che riferisce tutto al suo leader, Megatron.
Molto lontano dal Sistema Solare, Optimus Prime raggiunge Cybertron e vi incontra Quintessa, una sorta di dea che afferma di essere il suo Creatore. Adirata con Optimus, colpevole di aver distrutto il suo stesso pianeta natale, Quintessa utilizza i suoi poteri per assoggettare al suo volere il leader degli Autobot, ribattezzandolo "Nemesis Prime"; in seguito, gli spiega che i Cavalieri Guardiani, un tempo al suo servizio, si ribellarono a lei e le rubarono il bastone di Merlino, fonte del suo potere di creazione. La missione di Optimus è quella di recuperare tale bastone e portarlo a Quintessa, che vuole utilizzare il suo immenso potere per rigenerare Cybertron, ridotto in pezzi e privo di vita. Inoltre, Quintessa rivela che nelle viscere della Terra è nascosto Unicron, l'antico nemico di Cybertron: i suoi piani prevedono di assorbire l'energia vitale di Unicron e convogliarla in Cybertron, per poterlo ripristinare.
William Lennox, oggi membro del TRF ma in passato alleato degli Autobot, fa da portavoce a un accordo tra gli umani e Megatron: questi intende scambiare ostaggi umani con prigionieri Decepticon. I militari fingono di accettare, sapendo che Cade Yeager è in possesso di una potente arma e consci del fatto che i Decepticon si recheranno da lui per recuperarla; il piano della TRF è lasciare che i Decepticon facciano il lavoro sporco trovando Cade, per poi entrare in azione e recuperare tale arma. I Decepticon raggiungono il nascondiglio di Cade in South Dakota, dove l'inventore vive presso uno sfasciacarrozze insieme a Izabella, gli Autobot e i Dinobot. Il gruppo scappa fino a una città abbandonata, dove affronta e mette in fuga Megatron, ma in seguito è costretto a fronteggiare l'arrivo della TRF, che cerca di uccidere Cade senza riuscirvi. Durante lo scontro Cade incontra Cogman, il robot maggiordomo di un certo Sir Edmund Burton, che convince l'inventore a seguirlo insieme a Bumblebee in Inghilterra per incontrare lo stesso Burton.
Giunto nel Regno Unito, Cade viene accolto da Edmund Burton nel castello dei Folgan, dove risiede e dove ha fatto portare anche Viviane Wembly, una professoressa di Oxford accompagnata dal suo Autobot guardiano, Hot Rod. Burton rivela di essere l'ultimo membro vivente dell'ordine dei "Witwiccan", una società segreta che negli anni si è occupata di mantenere celata la storia dei Transformer sulla Terra e della quale faceva parte anche il padre di Viviane. Re Artù e i Cavalieri della Tavola Rotonda, continua Burton, esisterono realmente e combatterono al fianco dei Cavalieri Guardiani, enormi guerrieri cybertroniani; secondo la leggenda, un ultimo cavaliere sarà scelto e la lotta per salvare la Terra avrà allora inizio. Burton rivela inoltre che Viviane è l'ultima discendente di Merlino e solo a lei sarà dunque concesso di brandire il mitico bastone del mago, un'arma estremamente potente nascosta nella sua tomba che dev'essere trovata prima che cada in mani sbagliate.
Localizzati dall'MI6 e dalla TRF, Cade, Viviane, Burton, Cogman, Bumblebee e Hot Rod si danno alla fuga, riuscendo dopo un frenetico inseguimento a seminare le pattuglie che li stavano tallonando. Seguendo gli indizi lasciati dal defunto padre di Viviane, il gruppo raggiunge il Royal Navy Submarine Museum; Cade, Viviane, Cogman e Bumblebee entrano nel sottomarino HMS Alliance, che all'improvviso inizia a muoversi da solo e si immerge nel mare aperto. Seguiti da Lennox e il suo team TRF, Cade e gli altri raggiungono il fondale marino, dove rinvengono un'enorme astronave aliena nella quale entrano. Usciti dal sottomarino, Cade e Viviane esplorano l'astronave e vi trovano la tomba di Merlino, all'interno della quale era stato nascosto il suo bastone. Tuttavia, non appena i due lo raccolgono i Cavalieri Guardiani lì presenti si risvegliano e attaccano gli umani, in quanto il loro obiettivo è difendere il bastone di Merlino ad ogni costo. All'improvviso appare Optimus Prime, che con grande stupore di tutti i presenti minaccia gli umani ingiungendo loro di consegnargli il bastone di Merlino, lo ottiene e se ne va. Mentre l'astronave inizia a muoversi fino a riaffiorare in superficie, Bumblebee attacca Optimus, che non riconosce l'Autobot e lo combatte. Lo scontro è violento e Bumblebee sembra avere la peggio, ma quando l'Autobot, usualmente muto, parla con la sua vera voce Optimus lo riconosce e ritorna in sé.
Nel frattempo, Cybertron si sta rapidamente e pericolosamente avvicinando alla Terra fino a inghiottire la Luna. L'ex agente del Settore 7 Simmons, che adesso vive a Cuba, parla al telefono con Sir Edmond Burton, il quale viene a sapere che secondo la leggenda Cybertron e Unicron, ovvero la Terra, sono destinati a scontrarsi e uno dei due prevarrà sull'altro distruggendolo. Simmons aggiunge inoltre che i due pianeti collideranno presso Stonehenge: questa struttura, da sempre uno dei più grandi misteri dell'umanità, aveva in realtà proprio questa funzione. Intanto, non appena Optimus si rende conto di ciò che è successo Megatron sopraggiunge e gli ruba il bastone di Merlino, con l'intenzione di portarlo a Quintessa. A questo punto i Cavalieri Guardiani attaccano Optimus Prime, reo di aver servito la grande ingannatrice Quintessa e per questo condannato a morire. All'improvviso però il talismano di Cade si trasforma in Excalibur, la leggendaria spada di Re Artù: i Cavalieri Guardiani riconoscono in Cade l'ultimo cavaliere e gli giurano fedeltà, risparmiando Optimus.
Frattanto, i Decepticon si recano a Stonehenge, dove i militari, avvertiti da Burton tramite il primo ministro, li attaccano. Durante lo scontro Megatron spara a Burton e lo uccide, prima di fuggire per andare a incontrare Quintessa. Giunto nella camera di ignizione di Cybertron, il leader dei Decepticon consegna il bastone di Merlino a Quintessa, che dà così inizio al processo di rigenerazione del pianeta attraverso la grande astronave aliena, che intanto si è posta sopra Stonehenge. Autobot e umani decidono di unire le forze per salvare la Terra e, utilizzando l'astronave di Lockdown recuperata dall'Autobot Daytrader, riescono a sbarcare su Cybertron, dove ingaggiano una dura lotta contro i Decepticon e l'esercito di Quintessa. Gli Autobot, con l'aiuto della squadra di Lennox e dei Cavalieri Guardiani combinati nella forma di un possente drago, riescono a sconfiggere i nemici; Optimus Prime, dopo aver ucciso Infernocus, mutila Megatron e lo scaraventa fuori dalla camera di ignizione, mentre Bumblebee spara a Quintessa, il cui corpo si dissolve nel nulla. Viviane riesce ad afferrare il bastone di Merlino, fermando così il processo di rigenerazione di Cybertron e salvando la Terra.
Quintessa è stata sconfitta e l'umanità è salva; terminata la battaglia, Optimus Prime dichiara che i Transformer e gli umani, i cui pianeti d'origine sono stati indissolubilmente legati dal destino, devono lavorare insieme per ricostruire i propri mondi. In seguito, gli Autobot partono sulla loro astronave per Cybertron con l'obiettivo di ricostruirlo.
Nel frattempo, alcuni scienziati stanno analizzando un corno di Unicron che fuoriesce dalla sabbia del deserto africano. Quintessa, sopravvissuta e sotto sembianze umane, arriva e offre loro un modo per distruggere Unicron.

## Curiosità
Re Artù è interpretato da Liam Garrigan, che aveva già vestito i panni dello stesso personaggio nella V stagione della serie TV C'era una volta.

## Promozione
Il primo teaser trailer è stato diffuso online il 6 dicembre 2016, anche in italiano.
Il primo trailer è stato diffuso online il 5 febbraio 2017, totalmente pieno di scene inedite.
Qualche giorno prima dell'uscita nelle sale, due veicoli usati per la promozione della pellicola (una Camaro per Bumblebee e un'autopattuglia per Barricade) sono stati fermati e rimorchiati dalla polizia di Berlino. Le autorità hanno postato sul loro account Facebook un'ironica spiegazione all'azione intrapresa.

## Distribuzione
Girato in varie località internazionali, tra cui Cuba, il film è stato distribuito negli Stati Uniti il 21 giugno 2017 da Paramount Pictures e il 22 giugno in Italia, anche in 3D, IMAX e IMAX 3D.

## Accoglienza

### Incassi
Transformers - L'ultimo cavaliere ha incassato 130 milioni di dollari in Nord America e 475 milioni negli altri territori, totalizzando a livello mondiale 605 milioni di dollari, a fronte di un budget di 217 milioni.

### Critica
Il film è stato accolto negativamente dalla critica cinematografica. Rotten Tomatoes calcola che solo il 16% delle 258 recensioni considerate sono positive, mentre l'aggregatore Metacritic assegna al film un punteggio di 27 su 100 basato su 47 recensioni.

## Sequel
La data di uscita di un sequel del film era fissata al 28 giugno 2019. Tuttavia, a seguito dei deludenti risultati al box office, nel febbraio 2018 la Paramount Pictures e la Hasbro hanno comunicato che non avrebbero prodotto un sequel.

## Spin-off
Nel 2018 è stato realizzo uno spin-off incentrato sul personaggio di Bumblebee, uscito nelle sale americane il 21 dicembre 2018 con l'omonimo titolo.